# Festività in Albania
I giorni festivi in Albania sono precisati e fissati con l'approvazione del parlamento. Sono conosciute come feste nazionali le seguenti date:
| Data        | Nome italiano                       | Nome albanese                     | Note |
| ----------- | ----------------------------------- | --------------------------------- | --- |
| 1º gennaio  | Capodanno                           | Viti i Ri                         | |
| 6 gennaio   | Epifania                            | Ujit të Bekuar                    | Battesimo e manifestazione della divinità di Gesù Cristo. |
|             | Piccolo Bayram                      | Nuri i Madh                       | Varia ogni anno (festività musulmana) |
|             | Grande Bayram                       | Bajrami i madh                    | Varia ogni anno (festività musulmana) |
| 22 marzo    | Sultan Nawruz                       | Sulltan Nevruz                    | (Festività musulmana) |
|             | Pasqua (cattolica e ortodossa)      | Pashkët (katolike dhe ortodokse)  | Variano ogni anno. |
| 1º maggio   | Festa dei lavoratori                | Dita Ndërkombëtare e punëtorëve   | |
| 5 maggio    | Il Giorno dei Martiri della Nazione | Dita e Dëshmorëve të Kombit       | |
| 15 agosto   | Ferragosto                          | Mes të gushtit                    | I cristiani celebrano l'Assunzione di Maria (Fjetja e Shën Mërisë), letteralmente la Dormizione di Maria.                                                                         |
| 18 ottobre  | Giorno di Madre Teresa              | Dita e Lumturimit të Nënë Terezës | Celebrazione della Beatificazione di Madre Teresa (2003) |
| 28 novembre | Festa dell'Indipendenza             | Dita e Flamurit dhe e Pavarësisë  | Letteralmente il Giorno della Bandiera e della Libertà; festeggiamenti in memoria della proclamazione dell'indipendenza dell'Albania dall'Impero turco-ottomano avvenuta il 1912. |
| 29 novembre | Festa della Liberazione             | Dita e Çlirimit                   | Giorno della liberazione dell'Albania dal nazi-fascismo (1944) |
| 25 dicembre | Natale                              | Krishtlindje                      | Nascita di Gesù Cristo. |